# 2020 în Algeria
Acest articol prezinta evenimente marcante din anul 2020 în Algeria .

## Decese
- 2 ianuarie – Mohamed Salah Dembri⁠(d), politician și fost ministru al afacerilor externe(născut în anul 1938).

- 19 februarie – Jean Daniel Bensaid⁠(d), jurnalist și fondator al L'Obs⁠(d) (născut în anul 1920).

- 31 martie – Pierre Bénichou⁠(d), jurnalist (născut în anul 1938).

- 27 iunie– Belaid Abdessalam⁠(d), politician și fost prim-ministru al Algeriei (născut în anul 1928).